# Jabès en Galaad
 (juillet 2025).
Si vous disposez d'ouvrages ou d'articles de référence ou si vous connaissez des sites web de qualité traitant du thème abordé ici, merci de compléter l'article en donnant les références utiles à sa vérifiabilité et en les liant à la section « Notes et références ».
Jabès en Galaad ou Jabesh est une ville d'Israël mentionnée dans la Genèse. Elle se trouvait dans la demi-tribu orientale de Manassé, au-delà du Jourdain et au pied des monts Galaad. Elle fut détruite par les Israélites pendant la guerre contre les Benjamites, parce qu'elle n'avait pas voulu se déclarer contre ces derniers. Saül y vainquit les Ammonites. Plus tard, Saül fut vaincu et tué par les Philistins et son cadavre fut exposé sur les murs de Beït Shéan. Les habitants de Jabès apprenant comment les Philistins avaient traité Saül, envoyèrent des hommes récupérer secrètement le cadavre de Saül et ceux de ses fils puis, ils revinrent à Jabès où ils les brûlèrent : ils prirent leurs os, et les enterrèrent sous le tamaris à Jabès (1 Samuel, 31).

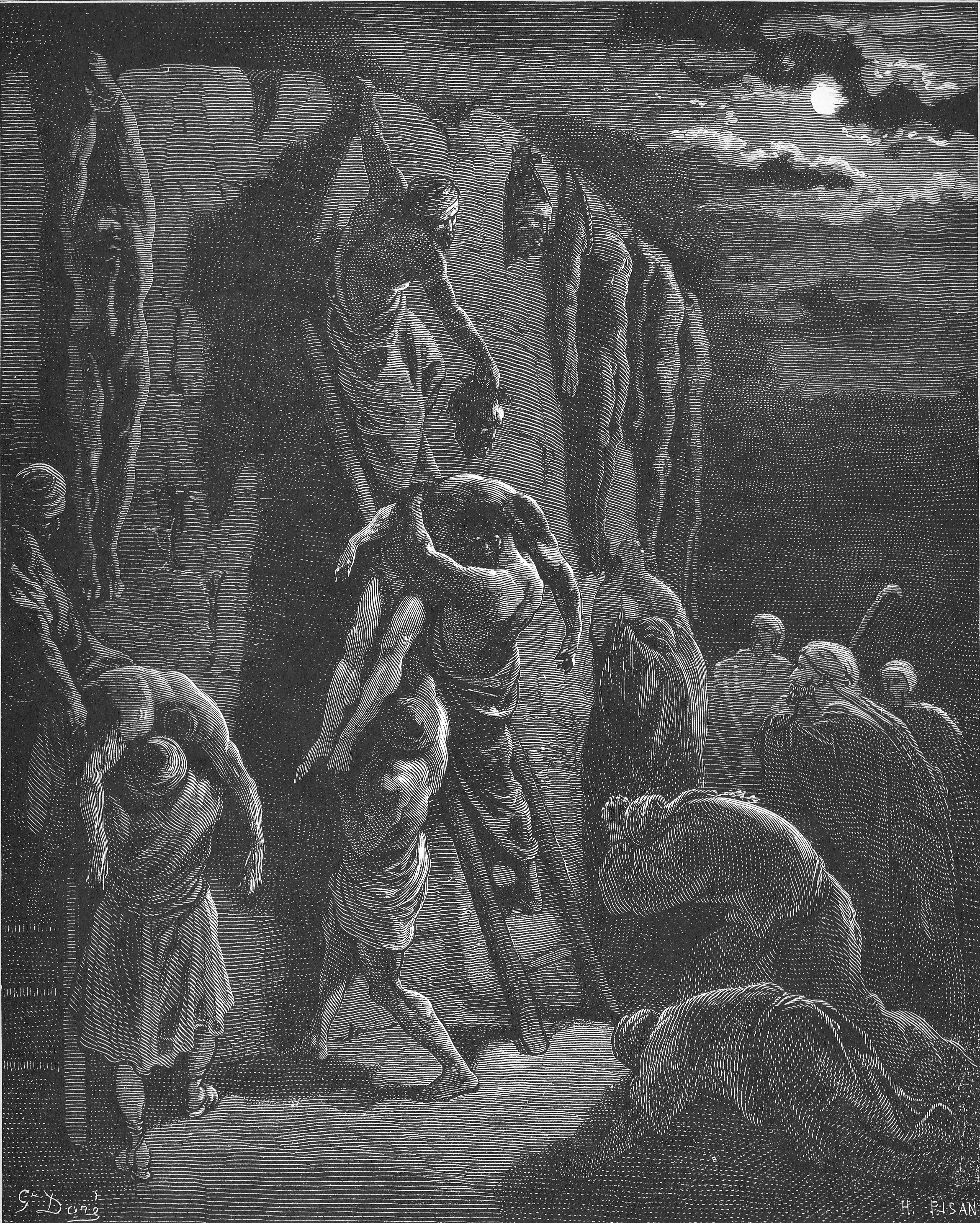
Les Jabesh-Gileadites récupèrent les corps de Saül et de ses fils, Gustave Doré